# Antoni Babiński
Antoni Babiński, właściwie Alojzy Bogusławski (ur. w 1812, zm. 1 lutego 1847) – emisariusz Towarzystwa Demokratycznego Polskiego, polski agitator narodowy na terenie Wielkopolski.

## Życiorys
Jego pochodzenie i dokładna data przybycia do Wielkopolski nie są znane. Pewne jest, że nie pochodził z Wielkopolski. Być może wywodził się z terenu ówczesnego Królestwa Kongresowego i walczył w powstaniu listopadowym. Następnie mógł służyć w carskim pułku preobrażeńskim z Petersburga. W 1842 pojechał na urlop do Kowna, gdzie spotkał się z nieznanym z imienia Czarneckim, będący polskim emisariuszem z Zachodu. Wraz z Agatonem Gillerem przedostał się do Francji i podjął tam pracę drukarza. W 1846 przyjechał na teren ówczesnego Wielkiego Księstwa Poznańskiego, gdzie prowadził działalność agitacyjną w mniejszych miejscowościach, wśród chłopstwa. Udało mu się nie wpaść w ręce prusaków po wykryciu spisku narodowego w 1846. Mimo znacznego zagrożenia pozostał w Wielkopolsce, licząc na wybuch powstania w perspektywie rocznej lub dwuletniej. Nadal agitował, zręcznie wymykając się służbom pruskim. Nie przerwał działalności również podczas ostrej zimy 1846/1847. 
W początku stycznia 1847 przyjechał w okolice Rogoźna. 9 stycznia 1847 wszedł do karczmy w Studzieńcu, aby się rozgrzać. Wdał się w dyskusję z obecnymi tam Polakami, która przerodziła się w żywiołową mowę patriotyczną. Obecny w karczmie niemiecki rzeźnik Reiner doniósł o obecności Babińskiego żandarmowi Franciszkowi Komorkiewiczowi z Rogoźna (6 kilometrów). Komorkiewicz przybył do karczmy, zażądał od Babińskiego dokumentów, a po zakwestionowaniu autentyczności paszportu chciał uzyskać inny dokument. Agitator wyjął w tej sytuacji broń i strzelił do żandarma, który potem zmarł, a następnie drugi raz, w sufit, by odpędzić próbujących pochwycić go chłopów, w tym Michała Kostrzewę i Stefana Łukaszewskiego. Uciekając polami dotarł do brzegu jeziora Rogozińskiego, które postanowił przebyć po lodzie. Pościg dopadł go na środku akwenu. Wiedząc, że nie jest w stanie się obronić, wyjął pistolet i dwa sztylety, oświadczając, że sam się zabije, jednak prosi o chwilę spokoju na modlitwę. Prośby nie wysłuchał rzeźnik Reiner, który poszczuł go psem, a następnie od tyłu ciął szablą w głowę. Kijem bił go natomiast syn Reinera. Ogłuszonego skuto łańcuchami i przewieziono do Poznania. Podczas zajścia stracił władzę w jednej ręce.

## Proces i egzekucja
30 stycznia 1847 w Poznaniu odbył się jego proces. Zarzucano mu udział w spisku i zabójstwo żandarma. Mimo wcześniejszych przesłuchań nie ujawnił żadnych szczegółów swojej misji. Skazano go na śmierć przez rozstrzelanie. Prawdopodobnie generał Friedrich August Peter von Colomb, dowódca V Korpusu Armijnego, podjął decyzję o publicznym wykonaniu wyroku, co miało wystraszyć Polaków i zapobiec działaniom przeciw władzom niemieckim. Wyrok wykonano 1 lutego 1847 na Placu Działowym. Ostatniego namaszczenia udzielił mu ksiądz Grandke. Wydarzeniu towarzyszyły licznie zgromadzone tłumy. Według relacji Włodzimierza Trąmpczyńskiego, słychać było szlochanie, a w momencie strzału głośny krzyk. Sam Babiński zachowywał się godnie i nawet nie drgnął, gdy ujrzał przed sobą wycelowane lufy karabinów.
Jeszcze w dniu egzekucji w kościele św. Marcina odbyło się żałobne nabożeństwo zamówione m.in. przez Bibiannę Moraczewską. Oprawę muzyczną zapewniła Izabela z Ponińskich Kurnatowska, a śpiewała Jeziorowska, siostrzenica Ryszarda Berwińskiego, skazana przez władze pruskie na sześć tygodni więzienia za odśpiewanie utworu Boże coś Polskę (mimo długotrwałych przesłuchań nie ujawniła nazwiska akompaniatorki). Samo nabożeństwo przekształciło się w manifestację patriotyczną. Przez dziesięciolecia od egzekucji miał w Poznaniu miejsce zwyczaj całowania topoli postrzelonych podczas egzekucji, jako relikwii narodowej. Obecnie drzewa te już nie istnieją. Nie istnieje również mogiła Babińskiego.

## Upamiętnienie
W latach 1919–1950 (oprócz okupacji niemieckiej) pozostawał patronem ulicy Solnej w Poznaniu na odcinku od Wolnicy do ul. Młyńskiej.